# Gerard Moreno
Gerard Moreno Balagueró, född 7 april 1992 i Santa Perpètua, är en spansk fotbollsspelare som spelar för spanska Villarreal. Han representerar även Spaniens landslag.